# Paul De Grauwe

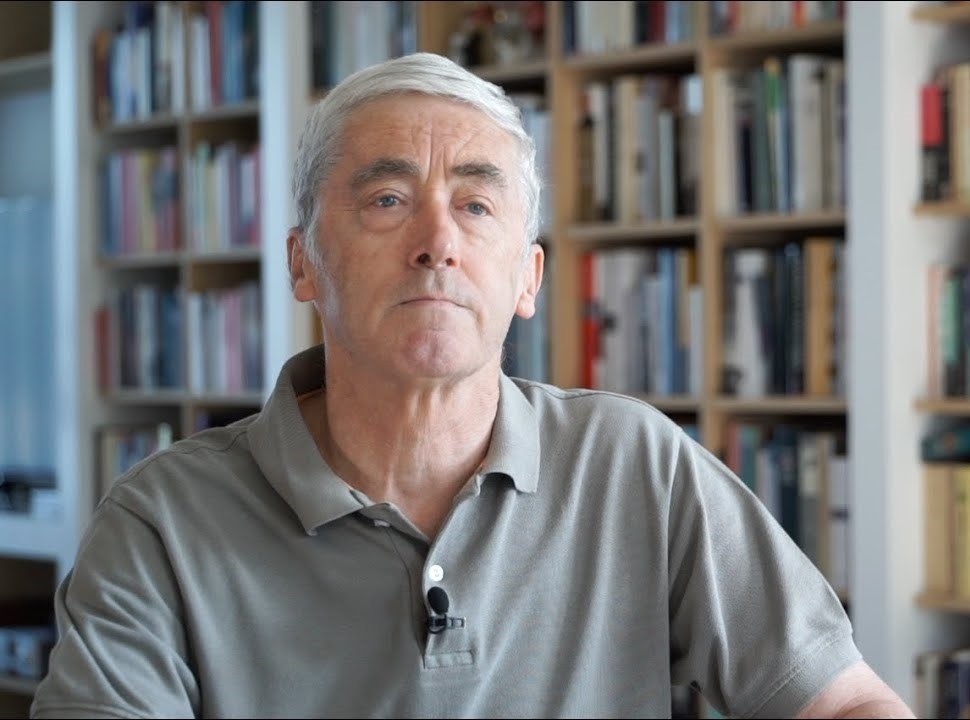
Paul de Grauwe, 2016

Paul De Grauwe (* 18. Juli 1946 in Ukkel) ist Professor für Internationale Wirtschaft an der Katholieke Universiteit Leuven und der LSE, sowie Politiker der belgischen OpenVLD. Er ist Senior Research Fellow in der Europäischen Denkfabrik Centre for European Policy Studies. Sein Forschungsschwerpunkt ist die Europäische Währungsunion. 2016 wurde er zum Mitglied der Academia Europaea gewählt. Er ist Ehrendoktor der Universität St. Gallen und der Universität Genua.